# Buwe-Acheni
Buwe-Acheni est un village du Cameroun situé dans l’arrondissement de Bafut, le département de Mezam et la Région du Nord-Ouest. 

## Population
Lors du recensement de 2005, on y a dénombré 881 habitants.